# 베이시스
베이시스(Basis)는 대한민국의 프로젝트 음악 그룹이다. 1995년에 데뷔했으며, 정재형과 현악을 연주하는 일란성 쌍둥이의 바이올리니스트 자매인 김아연, 김연빈으로 구성되었던 혼성 그룹이다. 1999년에 해체했다. 대표곡으로 〈좋은 사람 있으면 소개시켜줘〉, 〈내가 날 버린 이유〉, 〈세상의 모든 이별〉, 〈작별의식〉 등이 있다.

## 음반 목록
- 1995년 1집 《Looking For Myself》
- 1996년 2집 《The Unbalance》
- 1997년 3집 《Friends》